# Гней Корнелій Лентул Марцеллін
Гней Корнелій Лентул Марцеллін (105 — 53/52 роки до н. е.) — політичний, державний та військовий діяч Римської республіки, консул 56 року до н. е.

## Життєпис
Походив з патриціанського роду Корнеліїв Лентулів. Син Публія Корнелія Лентула, монетарія 100 року до н. е., та Корнелії. 
У 76—75 роках до н. е. був квестором в армії Квінта Цецилія Метелла Пія, ставши водночас першим намісником римської провінції Киренаїка (до 75 року до н. е.), карбуючи тут монети. У 70 році до н. е. підтримав мешканців Сицилії проти Гая Верреса. У 67 році до н. е. його призначено легатом з преторською владою під час війни Гнея Помпея проти піратів. У цей період Лентул відповідав за Лівійське море.
У 61 році до н. е. виступив проти Публія Клодія, якого звинуватив у святотатстві. У 60 році до н. е. Гней Корнелій став претором, а у 59—58 роках до н. е. обіймав посаду пропретора у Сирії. З успіхом боровся з набігами арабів, здобувши повагу й підтримку місцевого населення.
У 56 році до н. е. його обрано консулом разом з Луцієм Марцієм Філіпом. На цій посаді виступав на захист Цицерона, намагався засудити народного трибуна Клодія, підтримав аграрні закони Гая Юлія Цезаря. Згодом виступив проти тріумвірів, намагаючись не допустити обрання Гнея Помпея Великого та Марка Ліцинія Красса консулами на 55 рік до н. е. Після закінчення своєї каденції відійшов від справ.

## Родина
Дружина — Фабія
Діти:
- Гней Корнелій Лентул, префект флоту на Сицилії у 30—х роках до н. е.
- Луцій Корнелій Лентул, консул-суфект 38 року до н. е.
- Публій Корнелій Лентул Марцеллін, квестор 48 року до н. е.